# 알람 차나
무하마드 알람 차나 (Mohammad Alam Channa, 1952년 ~ 1998년 7월 2일)는 1980년부터 1998년까지 약 20년동안 기네스 최장신 자리에 있던 사람이다.

## 생애

### 탄생
1952년, 알람차나는 파키스탄에서 태어났다.

### 기네스 등재
1980년, 기네스 북에 257cm로 등재하여 최장신 타이틀을 갖게 되었다.

### 빼앗긴 최장신 타이틀
1988년, 그 당시 2위를 차지하던 가브리엘 몬자네와 키를 비교하던 중 가브리엘 몬자네보다 키가 작게 나온 사진에 의해 최장신 타이틀을 빼앗기게 되었다.

### 복귀 이후

#### 복귀
가브리엘 몬자네는 최장신 타이틀을 얻게 된 지 얼마 되지않아 46세의 나이로 죽게 되었다.
245cm인 네시너쉬가 가브리엘의 뒤를이어 최장신 타이틀을 갖게 되었으나 1991년에 죽고만다.
그래서 무함마드 알람 차나는 다시 기네스 최장신 타이틀을 얻게 되었다.

#### 타이틀 위협
233cm였던 무하마드 알람차나보다 큰 239cm의 시즌네코 등이 등장하면서 타이틀을 위협받게 되었다.

#### 후기
1998년, 건강이 악화된 알람차나는 파키스탄으로 돌아갔지만 치료가 불가능해지자 미국으로 건너갔다.
그러나 알람차나는 결국 7월 2일 46세의 나이로 죽게 되었다.

#### 사망 이후
알람차나 사망이후 1998년부터 2000년, 약 2년동안 샌디 앨런, 뮤레산 등 231cm 정도의 여러 사람들이 등재하여서 공동 1등이 많아졌지만 227cm이지만 236cm로 속인 레드혼 차비브, 236cm의 바오시순 등의 등장으로 실제 1등이 정해졌다.